# Везуха!
Везуха! (рос. Везуха!)-російський анімаційний мультсеріал створений студією МетрономФільм З 68 серіями по 6 хвилин кожна (з 2010 по 2019 роки) Мультсеріал створений за мотивами творів дитячих письменників-Маріни Москвіной, Сергія Сєдова, Натальї Євдокімовой, Артура Гіваргізова. Прем'єра відбулася 1 вересня 2010 року..

## Історія
14 грудня 2012 року, проект "Везуха!" вийшов на двух DVD дисках під назвою "Моя собака любить джаз та "Супер, супер, супер хлопчик" ізданих компанією "Містерія Звука".

## Сюжет
Мультсеріал «Везуха!» розповідає про незвичайну родину Зиминих, що складається з мами, тата, хлопчика Тимофія, собаки на прізвисько Кіт, равлики та квітки Вані. У кожного з них свої дива: тато вірить в інопланетян, мама грає поварешкою на пилі, Тимофій перевтілюється в супергероя, а у Кита зовсім риб'ячий хвіст. Але водночас вони живуть цілком звичайним життям: тато ходить на роботу, Тимофій — до школи, а у собаки заводяться блохи.

## Персонажі

### Головні герої
- Тимоха – самостійний. Непересічна особистість, фантазер. Його цікавлять дивовижні факти. Йому десять років.
- Кит - собака такса, веселун, нащадок знатного собачого роду.
- Мокрий Іван – квітка з людським обличчям. Мовчазний і спостережливий. Плаксів.
- Мама Люся (Людмила) — мати Тимохи, працює перекладачкою з іноземних мов.
- Папа Міша (Михайло) - тато Тимоха, захоплюється всім на світі. Працює з комп'ютерами та знає про них усі.

### Другорядні персонажі
- Нюся - Жовтий равлик з фіолетовим панцирем, на якому є маленькі віконця. Сидить в акваріумі. Вміє перетворюватися на Мега равлик.
- Ветеринар – він високого зросту у білому халаті з фотоапаратом на шиї, постійно фотографує родину Зимових.
- Микола («Батон») — добрий, товариський, допомагає Тимоху та любить поїсти. Повний з коротким волоссям. Навчається в одному класі з Тимохою.
- Євген (дядько Женя) - старовинний друг сім'ї Зиминих. Працює лором. Вміє тримати на носі табуретку, облизувати язиком лікоть і діставати язиком до носа.
- Автанділ Ельбрусович Кубанішвілі — добрий та веселий. Любить розповідати історії. Має орла. Вперше з'являється в серії «Мандрівник запізнілий».
- Карась Григорій є рибою. Радісний.
- Марія Рижикова (Маша) – подруга Тимохи. Руда.
- Василь Васильович - чоловік маленького зросту. Інтелігент. вперше з'являється у 16 серії.
- Бабушки — дві бабусі. Іноді з'являються епізодах. Зазвичай їх зображують як двох бабусь із хустками на голові.
- Директор - повний чоловічок. З'являється у серії «Одного разу директор…». Розсіяний та цікавий. Іноді йому на думку спадають дивні ідеї.

### Епізодичні персонажі
- Людина-бутерброд — на тілі у неї висить картонка, є лиходієм. Замість ніг у нього пружини.
- Сергій Громихайлов (Сірий) — одягнений у зелену кофту із зображенням черепа, берці та довгу кофту. На лівій руці є татуювання із зображенням черепа, під лівим оком синець.

## Творці
- Серія з оповідання: Марини Москвиної («Рибний день», «Репетитор», «Усі ми інопланетяни на цій землі», «Блохнеське чудовисько», «Зараз він прийде і буде весело», «Мандрівник запізнілий», «Мій собака любить джаз») ), Сергія Сєдова («Супер-супер-супер хлопчик»), Артура Гіваргізова («Поліклініка»), Наталії Євдокимової («Китове кохання»).

- Режисери серії: Ліза Скворцова, Анастасія Головань, Леонід Шмельков, Наталія Дарвіна-Хаткевич, Віра Мякішева, Єлизавета Зилонова, Олена Куркова, Вероніка Федорова, Рішат Гільметдінов, Сергій Гордєєв, Світлана Матросова, Албена Дюлл, Владислав Байрамгулов.
- Сценаристи: Ліза Скворцова, Петро Внуков, Ганна Соловйова, Ольга Никифорова.

- Ідея проекту та продюсер: Арсен Готліб.

- Худрук: Іван Максимов.

- Художники-постановники: Анастасія Жакуліна, Леонід Шмєльков.

- Музика: Олег Литвишко.

## Ролі озвучували
- Лариса Брохман - Тимоха Зімін, другорядні жіночі ролі
- Тимофій Трибунцев - тато Михайло
- Міріам Сехон - мама Люся
- Олена Чебатуркіна - Микола («Батон»)
- Ірина Гришина - Травня Первоміївна
- Марія Сосніна - Маша Рижикова, Галина Куміновська
- Софія Трифонова - Внучка Карлсона («Лінда»)
- Регіна Полякова - мама Люся
- Ольга Шорохова - Внучка Карлсона («Лінда»)
- Катерина Мажуль - Муза Ботанівна
- Діомід Виноградов - Ігор Куміновський
- В'ячеслав Муругов - диктор

## Список серій
- 1-2. Рибний день
- 3. Репетитор
- 4. Усі ми інопланетяни на цій землі
- 5. Блохнесська чудовисько
- 6. Зараз він прийде і буде весело
- 7. Мандрівник запізнілий
- 8. Китове кохання
- 9. Супер-супер-супер хлопчик
- 10-11 Поліклініка
- 12. Мій собака любить джаз
- 13. Чорні дірки
- 14. Таємниця порожньої клітини
- 15. Ненароком нагряне
- 16. Василь Васильович
- 17. Якось директор…
- 18. Ніс
- 19. Замість тата працювати
- 20. Справа честі
- 21. Чоловелолюдина
- 22. Сила духу
- 23. Я вам пишу...
- 24. Принц Папуака
- 25. Синдром Отелло
- 26. Скільки коштує сто карбованців
- 27. Мій тато - Лев Толстой
- 28. Без паніки!
- 29. Фатальне почуття
- 30. Повідець
- 31. Тимоха та Сірий
- 32. Переклад з французької
- 33. Цаца (Історія першого кохання)
- 34. Валянки
- 35. Останній зуб мудрості
- 36. Ангел-охоронець
- 37. Другонепланетянин
- 38. Мій дім
- 39. Від душі та на згадку
- 40. Перетворення Тимохи
- 41. Молоток
- 42. Крайній випадок
- 43. М'ява історія
- 44. Свояси
- 45. Ігроманія
- 46. День добрих справ
- 47. Внучка Карлсона
- 48. Супер-тато
- 49. Матрац-людожер
- 50. Мама та рудий король
- 51. День народження дерева
- 52. Ахронтоп
- 53. Робомама
- 54. Батон та спорт
- 55. Паличка селфі
- 56. Старий автомобіль
- 57. Суп із котом
- 58. Солоне море печалі
- 59. Жрець
- 60. Астероїд
- 61. Маша Рижикова, єдина та неповторна
- 62. Порожнє місце
- 63. Шерлок Тімс проти :-Е
- 64. Тимоха та Інопланетяни
- 65. Кіно з бананами
- 66. Новини з Лисогірська
- 67. На дні
- 68. Суперпропозиція
- 69. Повернення додому
- 70. Дідусь Самара
- 71. Бунт на кораблі
- 72. Ігор Кирилович та Галина Михайлівна
- 73-74. Шоколад у Тимофія
- 75. Басейн у Тимофія
- 76. Моя бабуся
- 77-78. Америка
- 79. 3 та 5
- 80. Тульська
- 81-82. Мій тато Микола Некрасов
- 83. Євген Петросян
- 84. Євразія
- 85-86. Венера
- 87. Австралійська глибина
- 88. Клітина
- 89. Співак Микола Трубач
- 90. Що де?
- 91. Місто
- 92. Весна
- 93. Будинок на чоловіка
- 94. Цвях
- 95. Чарівні двері
- 96. Сорока у Село
- 97. Голуб
- 98. Чай зі Слону
- 99. Глава та Премія
- 100. Остання Битва